# Svatá hora
Svatá hora (deutsch Heiliger Berg, auch Swataberg) ist ein Berg in der Křižanovská vrchovina (Krischanauer Bergland) in Tschechien.

## Lage
Der Berg erhebt sich einen Kilometer südöstlich von Kadolec.
Umliegende Ortschaften sind Bojanov im Norden, Heřmanov im Nordosten, Rohy und Milešín im Osten, Skřinářov im Süden, Ořechov im Süden sowie Kadolec im Westen. Bei Rohy entspringt der Bílý potok. Der Berg bietet eine weite Aussicht über das Krischanauer und das Heinrichser Bergland. In den Wäldern befindet sich eine Gedenkstätte an die heilige Zdislava.

## Geschichte
An der Stelle des östlich gelegenen Forsthauses Rohy befand sich früher ein Dorf. Dieses wie auch die Feste Hrádek erloschen während der Hussitenkriege.

## Legenden
Alten Überlieferungen zufolge wollte die heilige Zdislava von Lämberg in ihrer Jugend in den Wäldern der Heiligen Berges ein Leben als Einsiedlerin führen.